# Diritto della previdenza sociale in Italia
Il diritto della previdenza sociale in Italia concerne la disciplina normativa della previdenza sociale, diritto sancito della Costituzione della Repubblica Italiana.

## Il fondamento costituzionale
Il diritto della previdenza sociale e della sicurezza sociale, qualora riguarda l'aspetto della applicazione dei principi di cui all'art. 38 della Costituzione, da parte dello Stato o con suoi istituti, rientra nel diritto pubblico.
L'assistenza sociale è formata dal complesso degli interventi dello stato a favore di tutta la cittadinanza a prescindere dal fatto che questa possa lavorare. Anzi, l'intervento è erogato proprio nel duplice presupposto che il cittadino sia inabile al lavoro e sprovvisto dei mezzi necessari per vivere (art. 38 comma 1 della Costituzione italiana). Tali interventi consistono nel soddisfare gratuitamente fondamentali bisogni materiali e morali dell'esistenza (cure mediche, istruzione ecc.).

## Contenuto
La previdenza sociale è invece riservata strettamente ai lavoratori, che come tali hanno diritto all'intervento dello stato sociale per fronteggiare i rischi futuri e prevedibili tipici del rapporto di lavoro e della persona umana (malattia, infortunio sul lavoro, pensione di vecchiaia e di anzianità ecc.). Il trattamento previdenziale è in buona parte sostenuto finanziariamente dagli accantonamenti di quote di reddito presenti.